# Supramontis grottensalamander
De Supramontis grottensalamander, ook wel supramontegrottensalamander, (Speleomantes supramontis) is een salamander uit de familie longloze salamanders (Plethodontidae).

## Naamgeving
De salamander werd voor het eerst wetenschappelijk beschreven door Benedetto Lanza, Giuseppe Nascetti en Luciano Bullini in 1986. De soort behoorde lange tijd tot het geslacht Hydromantes, waardoor in de literatuur vaak de verouderde geslachtsnaam wordt gebruikt.

## Uiterlijke kenmerken
De Supramontis grottensalamander bereikt een maximale lichaamslengte van ongeveer dertien centimeter inclusief staart. Het is hiermee een van de grotere grottensalamanders, mannetjes blijven gemiddeld iets kleiner dan vrouwtjes. De basiskleur is donkerbruin tot bijna zwart, met op de rug kleine gele tot groenachtige vlekjes, die zo groot kunnen zijn dat ze gaan overheersen. In de nek is vaak een V-vormige tot X-vormige vlek zichtbaar die soms ontbreekt. De poten zijn lichter tot geel gekleurd, en in tegenstelling tot de sterk gelijkende Monte Albo grottensalamander heeft de soort een gevlekte keel en buik.

## Levenswijze
Omdat bij onderzoek grote aantallen per oppervlakte zijn gevonden, zo'n 300 exemplaren per hectare, lijkt de soort op het eerste gezicht niet bedreigd. Bij deze grote aantallen komt echter meer dan eens kannibalisme voor. Omdat de eikenbossen waarin de salamander leeft vaak tot dennenplantages worden herbeplant, is een reservaat ingericht. Deze maatregel moet voorkomen dat houthakkers, toeristen en huisdieren bij de salamanders kunnen komen. Andere beschermde diersoorten die baat hebben bij het reservaat zijn onder andere de lammergier en de wilde kat.

## Verspreiding en habitat

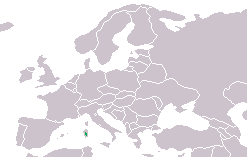
Verspreidingsgebied in het groen.

De Supramontis grottensalamander heeft als alle grottensalamanders een klein verspreidingsgebied. De soort komt endemisch voor in midden en oostelijk Sardinië in Italië. De salamander is te vinden in kleine spleten tot grotten van honderden meters diep, en trekt zich terug in de grotten bij te warme of droge omstandigheden. Bij gunstige omstandigheden is de salamander te vinden in de moslaag van het bos.